# Ayoub Ghadfa
Ayoub Ghadfa (født 1998) er en spansk bokser.
Han repræsenterede Spanien ved sommer-OL 2024 i Paris, hvor han vandt sølv i supersværvægtskategorien.